# Ron McGovney
Ronald J. McGovney (Los Angeles, Californië, 2 november 1962) was de allereerste basgitarist van Metallica, sinds hun ontstaan in 1981. Hij werd uiteindelijk vervangen door Cliff Burton. Nadat hij uit de band ging/gezet werd, verkocht hij het meeste van zijn uitrusting. 
Enkele jaren later werd hij gevraagd bij de band Phantasm, met voormalig Hirax zanger Katon De Pena. Ron verliet Phantasm na enkele shows, omdat hij het te moeilijk had met het feit dat hij de eerste bassist was van Metallica.
Ron McGovney en James Hetfield ontmoetten elkaar op school. James overtuigde Ron om basgitaar te leren spelen, hij kocht een basgitaar en een versterker, en leerde hem spelen. 
Ron zegt dat hij zich bij de band niet alleen de bassist voelde, maar tegelijkertijd ook de manager, dit omdat hij het promotend werk moest doen en omdat hij de band naar optredens moest brengen. Hij voelde zich beledigd toen de band achter zijn rug op zoek was gegaan naar een andere bassist (Cliff Burton, later een legendarisch persoon in de metal geschiedenis). 
Ron verliet de band in 1982. 
Hij heeft onlangs nog de meeste van zijn spullen die hij bij Metallica had, verkocht op eBay, ook de basgitaar waarmee hij toen speelde. 
- International Standard Name Identifier: 0000 0000 5745 0732
- MusicBrainz: 118ba687-ad7f-4c28-9355-67e14b18baeb
- Nationale Bibliotheek van Tsjechië: xx0082827
- Virtual International Authority File: 85847179